# 法律数据库
法律数据库以收集法律信息内容为主的数据库。较大型的数据库一般采用Oracle，一般中小型数据库一般采用SQL server；目前国内法律数据库比较繁杂，多以法律法规为主要收集内容。目前，主要的综合性法律数据库有威科先行，北大法宝和北大法意；法律出版社的一个，法律门数据库。前两者建库时间较长，以法规、案例、英文等内容为主；后者以实务操作、英文等为主。各有千秋，适合不同的用户群。